# Josep Dalmau

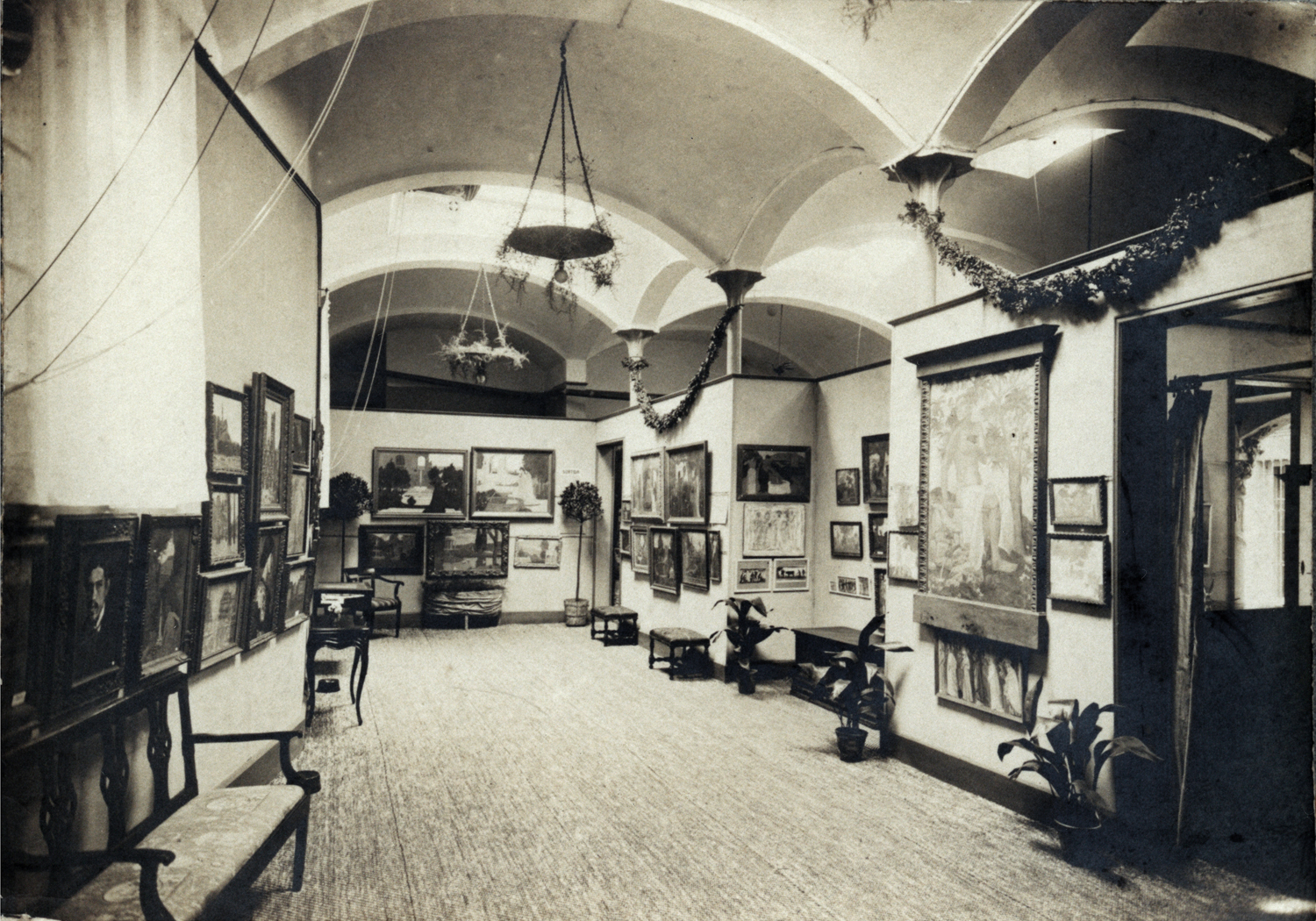
Galerías Dalmau, exposición de 1912

Josep Dalmau i Rafel ( Manresa, 1867 - Barcelona, 1937 ) fue pintor, restaurador, anticuario y marchante de arte español. 

## Biografía
Hijo de Josep Dalmau y de su esposa, Dolors Rafel i Morató.  Como galerista, destacó de manera notable por la irrupción de Galerías Dalmau en el marcado del arte en la década de 1920. 

## Introducción
Josep Dalmau se formó en la Barcelona modernista. De joven fue pintor, un pintor simbolista que realizó la primera exposición en Els Quatre Gats (1900), uno de los símbolos del movimiento, a la vez que una plataforma de difusión del arte marginal. Para Dalmau, el modernismo significa un sistema de valores comprometido con su tiempo: apego por la novedad, cosmopolitismo, bohemia, importancia de la cultura francesa, etc.; un estado de espíritu que él adoptó y que trasladó al arte de vanguardia. Más aún, el modernismo supone, en nuestro país, el estallido del arte moderno. Con el modernismo, el artista se libera del encargo y trabaja según la conciencia. Pero la libertad recién conquistada por el artista contemporáneo tiene un precio: el aislamiento del público y la dificultad para difundir la obra. Dalmau encontró en ese vacío el espacio idóneo para desarrollar la labor de difusión cultural. Es decir, consciente de la dificultad y marginalidad de los sectores artísticos innovadores, hizo de estas experiencias el centro de la programación de la galería, como el arte de jóvenes artistas y artistas extranjeros o el arte de investigación.

## Galerías Dalmau
La labor –y la principal aportación– de las Galerías Dalmau (1911-1930) se desarrolló en tres vertientes. En primer lugar, este marchante introdujo y promovió el arte de vanguardia en Barcelona. Por un lado, desde el inicio de los años diez, Dalmau inició una campaña de importación de exposiciones que dio a conocer manifestaciones foráneas en Barcelona. Por otra parte, el marchante acogió a los artistas extranjeros venidos de París –residentes o de paso por Barcelona– durante la Primera Guerra Mundial. Algunos de los hitos más significativos en este ámbito son, entre otros, la organización de la Exposición de Arte Cubista en 1912 ( Jean Metzinger, Albert Gleizes, Juan Gris, Marie Laurencin, Marcel Duchamp, August Agero ),  una de las primeras muestras públicas de esta tendencia; las muestras de Serge Charchoune (1916 y 1917), unas de las exposiciones pioneras de arte abstracto en Europa; y la presentación en Barcelona de artistas como Duchamp, Gleizes, Matisse, Mondrian, Van Doesburg o Arp en exposiciones colectivas o individuales. Su contribución a la vanguardia también se manifiesta en el apoyo a la revista 391 de Francis Picabia, que nació en Barcelona en 1917.
El segundo hito de este marchante singular fue promover las tendencias prevanguardistas autóctonas, así como de cualquier manifestación que significara novedad en el panorama artístico catalán. Igualmente, respaldó los brotes de vanguardia y el arte de jóvenes artistas del país.
Y la tercera y última fue la exportación del arte barcelonés al exterior. Es sabido que Dalmau promovió la primera exposición de Joan Miró en París (1921). Pero, además, en los años veinte, intentará abrir el arte autóctono en el extranjero mediante proyectos de intercambio de exposiciones –que nunca pudieron realizarse–, como revelan entre otros los contactos con Theo van Doesburg para la creación de una revista y un circuito internacional de exhibiciones. Síntomas de esa intencionalidad son un conjunto de exhibiciones de artistas extranjeros y españoles realizadas esta misma década. Curiosamente, con el paso del tiempo, aquellos productos, que originariamente causan el rechazo y la incomprensión del gran público, que no pueden acceder a las plataformas institucionales, se convertirían en la estética imperante.
En torno a la Primera Guerra Mundial, Dalmau organiza importantes exposiciones de la vanguardia internacional: Kees van Dongen (inaugurada en 1915), Serge Charchoune (1916 y 1917), Albert Gleizes (1916), Rafael Barradas (1917), junto con Joaquim Torres y García ). Además, Dalmau apoyará a Francis Picabia editando los primeros números de la revista 391 y su libro Cinquante-deux miroirs ... Cabe preguntarse sobre el sentido y la repercusión de estas iniciativas.
La Primera Guerra Mundial deja inactivos a los centros de producción de referencia por el arte contemporáneo. Esto hace que la actividad de estos centros se dirija a las zonas periféricas que se mantuvieron neutrales, entre otras Barcelona. El hecho de que muchos artistas extranjeros se alojaran en esta ciudad no significa que fuera una capital especialmente receptiva a la vanguardia. Refleja más bien una posición provinciana. En la periferia existe un sector minoritario deslumbrado por París y con complejo de inferioridad, que devora novedades y que es capaz de protagonizar acciones más atrevidas que en la misma metrópoli donde, por otra parte, son tal vez más difíciles de realizar. Son como suertes o envites, pero desarraigados del contexto social y artístico de la ciudad y que no tienen continuidad. Más aún, una de las tendencias dominantes de la cultura catalana de principios del XX fue el Novecentismo, un movimiento de reconstrucción y cohesión nacionales que se opone a los ideales neorrománticos del modernismo y por extensión de cierto tipo de vanguardia. Cabe decir que, en Cataluña, las manifestaciones y los debates en torno a la vanguardia se sitúan en relación con el novecentismo. En este contexto cabe señalar la excentricidad de Dalmau, que observa en estas manifestaciones la verificación de los ideales neorrománticos.
Hacia 1918, concluida la Primera Guerra Mundial, existe la conciencia generalizada de que Barcelona no tiene un mercado de arte de innovación y que el arte catalán debe desarrollarse en el extranjero. Como es sabido, el único intento materializado de exportación es la fracasada exposición de Joan Miró en 1921 en París promovida por el marchante Dalmau.
Sin embargo, conoce los mecanismos de la promoción del arte, descapitalizado y desde la periferia, debe recurrir a una estrategia que, explicado muy esquemáticamente, consiste en un programa de intercambio de exposiciones y confrontación cultural entre Cataluña y el extranjero. Dalmau organizó las siguientes muestras esperando acceder, como contraprestación, al mercado internacional: Arte francés de vanguardia (1920), Francis Picabia (1922), Arte moderno nacional y extranjero (1929). En estas muestras participaron, entre otros muchos, Braque, Derain, Juan Gris, Herbin, Leger, Lhote, Matisse, Severini, L. Valtado, F. Vallonton, H. Arp, Theo van Doesburg, Piet Mondrian, Vantongerloo, etc.
Por un lado, la vanguardia internacional necesita expandirse y conquistar la periferia para consolidarse y penetrar en otros mercados. La periferia desempeña, en este caso, el papel de una caja de resonancia sobre el centro. Por otro lado, para Dalmau asociarse a la vanguardia es el único medio para acceder al mercado internacional. Desgraciadamente, este proyecto no pudo desarrollarse.
Apoyó la revistas 391 de Picabia y Troços de Josep Maria Junoy .
En 1936 impulsó la Asociación de Artistas Independientes que la Guerra truncó. Murió en Barcelona en plena Guerra Civil.